# Caprinocultura leiteira no Brasil
A redução do tamanho das propriedades rurais, em destaque aquelas próximas aos centros urbanos, os custos da terra e dos meios de produção e a cada vez mais escassa mão-de-obra disponível nas zonas rurais, têm incentivado a implementação de atividades agropecuárias intensivas que maximize seu uso.
A caprinocultura leiteira é considerada uma possibilidade viável para essas circunstâncias. A prolificidade da espécie, o curto intervalo de tempo entre os partos, a facilidade de manejo desses animais, além da probabilidade de criação intensiva, favorecendo a potencialização do uso do solo são aspectos favoráveis que justificam a escolha pelo produtor rural.

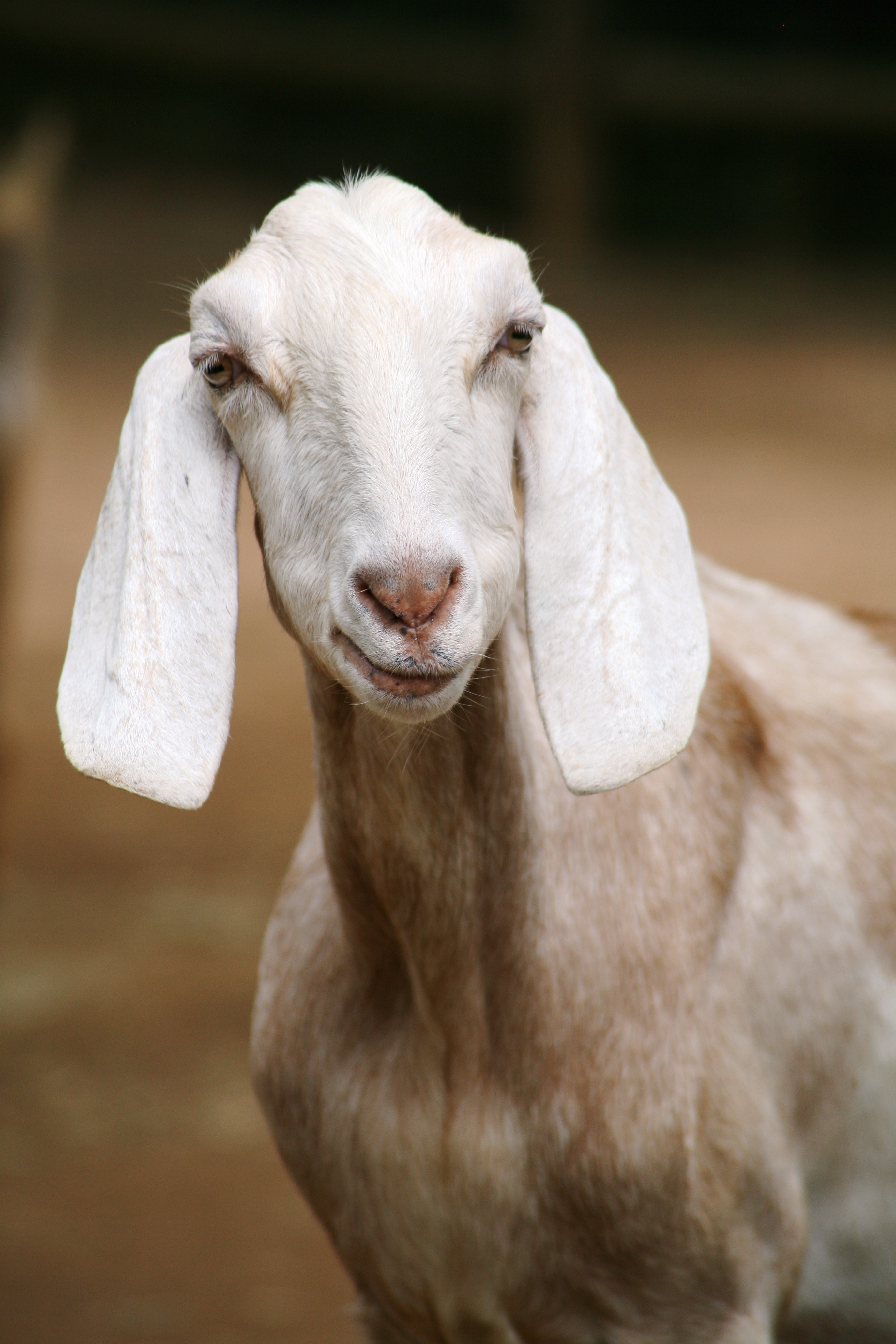
A adaptação dos caprinos à ampla variação de condições climáticas e de manejo faz com que eles apresentem maior eficiência produtiva, em relação a qualquer outro ruminante doméstico, como bovino, ovino ou bubalino, sendo presente em regiões com condições precárias para o desenvolvimento de outra espécies

Superando o contínuo desafio de conquistar novos mercados para o leite de cabra e seus derivados, a caprinocultura leiteira tem ampliado de forma bastante expressiva sua participação no cenário agropecuário brasileiro.
Nessa perspectiva, a caprinocultura leiteira no Brasil vem se estabelecendo como uma atividade rentável, que não demanda muitos investimentos e/ou grandes áreas para seu desenvolvimento. Em função disso, a caprinocultura leiteira é uma das possibilidades mais favoráveis para a geração de emprego e renda no campo.
A cabra é a terceira espécie produtora de leite em volume de produção mundial. Estima-se que em 2005 foram produzidos 12,4 bilhões de litros de leite de cabra no mundo. De acordo com dados da FAO (2008), O Brasil detém um rebanho caprino de aproximadamente 10,05 milhões de cabeças e produz anualmente 135 milhões de litros de leite de cabra, sendo o maior produtor do continente americano. A produção nacional diária de leite de cabra é de aproximadamente 85.000 litros de leite, e esta produtividade concentra-se principalmente nos estados da região Nordeste, Sul e Sudeste. Apesar do expressivo efetivo que torna o país detentor do 11° maior rebanho caprino do mundo, a contribuição brasileira para a produção de leite de cabra é de apenas 1,38% do leite produzido em todo o mundo.
A maior parte do rebanho caprino do Brasil está concentrada na região Nordeste, que acumula mais de 90% do efetivo caprino do país. O Rio Grande do Norte e da Paraíba são estados com grande destaque na criação caprina do Nordeste. Apesar de possuinte da quase totalidade do rebanho brasileiro, a região Nordeste participa com pouco mais de 26% da produção de leite caprino no país e com apenas 17% do total comercializado. Na região Sudeste a expressividade produtiva se concentra nos estados do Rio de Janeiro e de Minas Gerais, e o Rio Grande do Sul é o grande destaque na produção caprino leiteira no Sul. Apesar de possuir apenas 3,5% do número efetivo do rebanho caprino brasileiro, a região Sudeste é responsável por 21% do total de leite de cabra produzido no país, destacando-se assim pela representatividade de seus estados na caprinocultura leiteira.
Atualmente, em todo o Brasil, inúmeras empresas registradas nos órgãos de inspeção produzem e comercializam leite pasteurizado, leite ultrapasteurizado (UHT), leite esterilizado, leite em pó, iogurtes, sorvetes, doces e queijos elaborados a partir do leite caprino. A industrialização do leite e seus derivados demandam instalações e equipamentos adequados e a constituição legal de uma firma, além do credenciamento junto aos serviços de inspeção sanitária, quando a cidade tiver legislação característica para produtos de origem animal. Devido a estas razões, a caprinocultura leiteira configura-se como uma alternativa para a promoção de emprego e geração de renda no campo. Em alguns países, os sistemas de criação, transformação e distribuição encontram-se em estágio avançado de desenvolvimento.

## Sistemas de produção de leite
A exploração caprina pode cooperar substancialmente para elevar o nível de renda de pequenos produtores; desta forma, constituem num ponto decisivo para o progresso da atividade no Brasil. A atividade de criação de cabras está ligada ao homem desde o início da civilização e foi importante para ajudar na fixação dos primeiros núcleos de assentamentos, fornecendo leite, carne e pele.

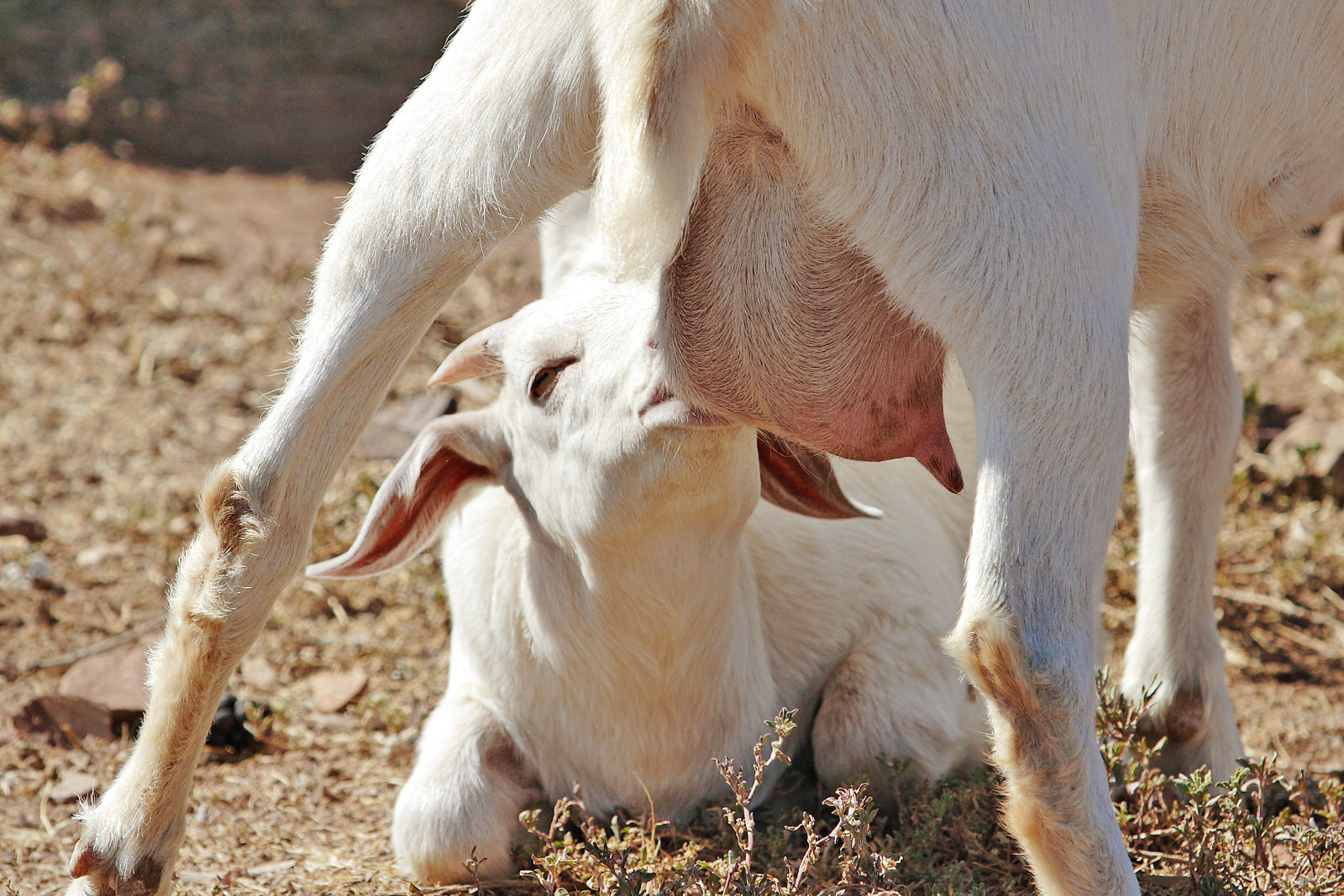
A produção de leite é influenciada por vários fatores, tais como: época e ano de parição, raça, ordem de parto, duração da lactação, número de ordenhas, clima e manejo

Há, entretanto, de se considerar que a crescente produção e exploração de caprinos com alto mérito genético e aptidão leiteira exige alimentação específica, já que esses animais requerem maiores exigências para suportar os índices de produtividade. A implementação do nível proteico e de sua relação com a concentração energética da dieta durante a lactação têm sido objeto de trabalhos de vários pesquisadores e profissionais no intuito de obter produção mais eficiente e, consequentemente, elevada produtividade.
No entanto, salienta-se que há diferentes fatores, tanto dentro e fora da propriedade, que impossibilitam a elevação da produtividade e da oferta de leite ou de carne caprina no Brasil: o potencial genético dos rebanhos, a sazonalidade da produção, a qualidade das forrageiras tropicais, o clima, o manejo, o intervalo de partos, a idade ao primeiro parto, o controle das enfermidades, o gerenciamento dos rebanhos, a nutrição e a alimentação dos rebanhos, entre outros.
Observa-se ainda que grande parte dos sistemas de produção de leite de cabra explora a atividade de forma extensiva ou semi-intensiva, nos quais a escrituração zootécnica, o controle e planejamento da produção são poucos ou inexistentes, ocasionando baixos índices de produtividade por animal. Contudo, com o desenvolvimento econômico proporcionado pela caprinocultura leiteira, já existem sistemas de produção intensivos em pastagens e/ou confinados. Ao contrastar sistemas de produção de leite, deve-se considerar a grande extensão territorial do Brasil e, consequentemente, a grande diversidade de fatores bióticos e abióticos relacionados à sustentabilidade do sistema, o que impede a indicação de um modelo como a solução para o país.
No sistema extensivo, são utilizados animais sem aptidão para a produção leiteira, mantidos em pastagens nativas, não tendo cuidados de manejo e escrituração zootécnica. A produtividade é proveniente da fertilidade natural da área ou solo e da sazonalidade da oferta e qualidade da forragem, devido o rendimento da atividade estar diretamente ligado a essas variáveis. Uma maior produção de leite pode ser conseguida através da utilização de pastagens com grande disponibilidade de forragem e permitir aos animais realizarem a seleção eficiente do alimento ingerido, o que favorece o consumo de dieta com qualidade nutritiva mais elevada. No sistema a pasto a ênfase maior é no alto potencial de produção de leite por unidade de área das pastagens tropicais, enquanto que a eficiência da produção no sistema confinado é focada na maximização da produção individual e no alto volume de produção para diluir os custos fixos.
No sistema intensivo são utilizados animais puros ou mestiços de raças leiteiras e realiza-se o manejo e escrituração zootécnica. A produtividade é consequência direta da ação gerencial e planejamento das ações, sendo que as condições climáticas da região desempenha papel secundário. No sistema intensivo confinado, é essencial a alimentação volumosa e concentrada de alta qualidade o ano todo, ampliando a complexidade do sistema à medida que se tem de produzir ou comprar grandes quantidades de alimentos.
Por fim, um aspecto importante a ser salientado é que as exigências de conhecimento tecnológico para eficiência do sistema confinado também são maiores, devido aos animais serem levados próximos à extremidade biológica almejando o aumento da produtividade. O sistema requer mão-de-obra mais qualificada para atender às exigências de manejo nutricional, reprodutivo e sanitário de um rebanho especializado.

## Raças

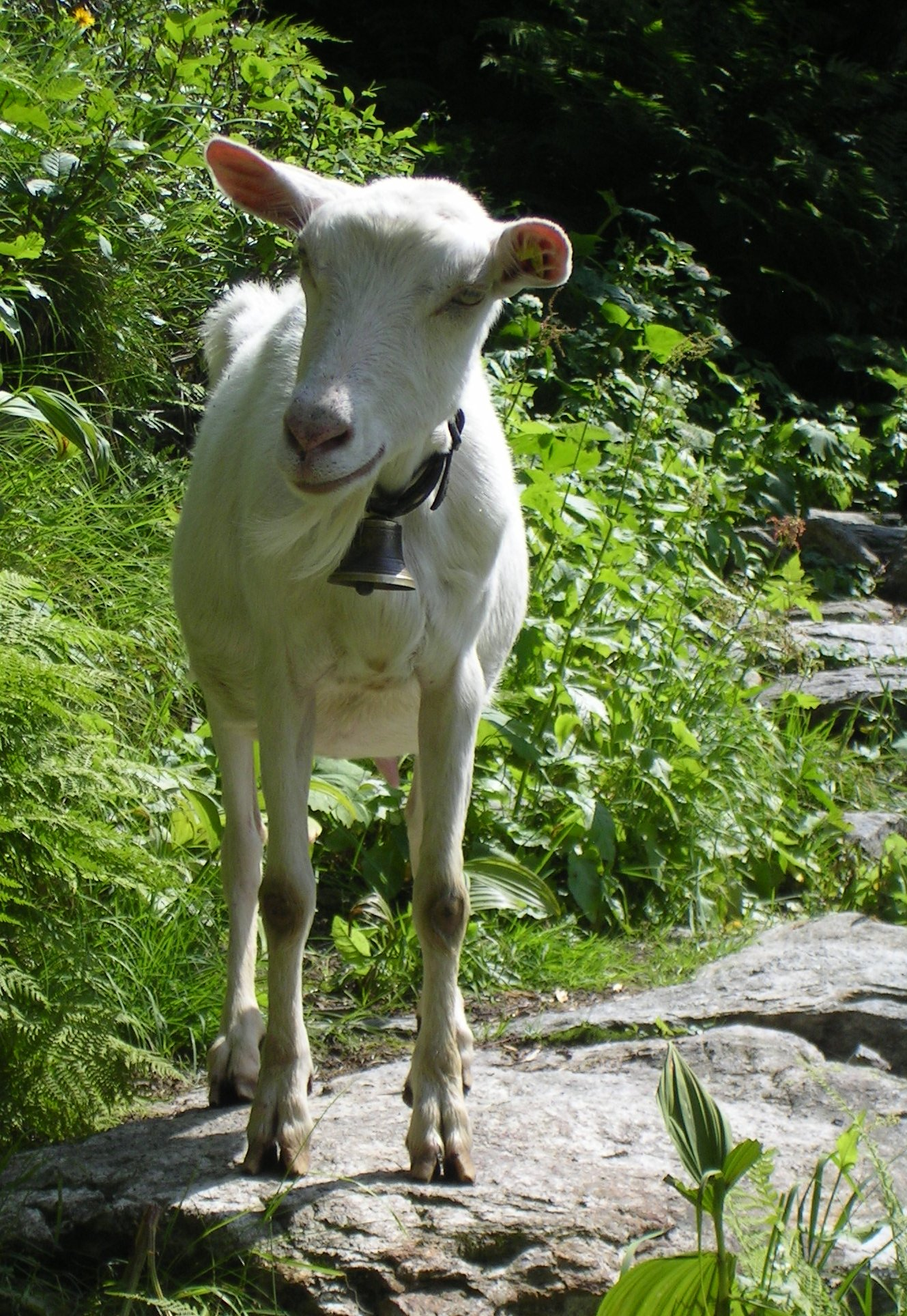
Segundo os criadores, as cabras são muito mais vantajosas que as vacas, pois são menores e demandam menor custo para a manutenção do rebanho. Os preços pagos ao produtor de leite de cabra também são melhores que os pagos ao de leite de vaca

O potencial de produção de leite tem sido considerado muito baixo nos animais nativos do Brasil. Consequentemente, animais de raças exóticas têm sido constantemente introduzidos com o objetivo de melhorar principalmente o potencial de produção de leite. No entanto, essas introduções não têm obedecido a um programa pré-estabelecido de melhoramento genético. É importante lembrar que, tanto a preservação dos animais nativos como a introdução de animais exóticos são recursos necessários no desenvolvimento de um programa de melhoramento genético eficiente. O material nativo deve ser preservado, obviamente, para servir como fonte de germoplasma adaptado e resistente às adversidades do meio, e o material exótico como fonte de germoplasma para melhoria da produção.
As raças ou tipos nativos encontram-se dispersos em vários estados do Brasil e os animais com características raciais definidas constituem uma minoria do rebanho nacional. O caprino como um tipo racial padrão com características definidas vem desaparecendo gradativamente, em decorrência dos frequentes cruzamentos desordenados e sem objetivos definidos.
Ao se inciar uma criação de caprinos deve-se levar em conta o objetivo da exploração, para proceder a escolha do tipo racial que melhor se adapte às condições da região. Assim, deve ser considerado a localização da propriedade em relação ao centro consumidor de leite ou seus derivados, e a qualidade das terras, pastagens, aguadas e instalações, bem como as condições climáticas (temperatura, precipitação pluviométrica), além de outros fatores como altitude, latitude e topografia da região.

### Raças nativas de caprinos
Quando se pretende introduzir uma raça em uma determinada região, é necessário o conhecimento das condições do habitat natural da mesma e selecionar aquela que mais se adapte ao meio no qual será criada. Os caprinos acostumados a fazerem longas caminhadas a procura de alimentos como os tipos étnicos Moxotó, Repartida, Marota, Canindé, Gurguéia e Sem Raça definida (SRD), se adaptam melhor ao sistema de criação extensivo.

#### Moxotó
Das raças brasileiras, a Moxotó é a única reconhecida oficialmente, e com livro de registro genealógico. É rústica e bastante prolífica, com aproximadamente 40% de partos múltiplos. Sua pelagem é baia ou ligeiramente mais clara, com uma lista negra partindo da borda superior do pescoço até a base da cauda. Uma outra lista circulando as cavidades orbitais descendo lateralmente até a ponta do focinho.
É uma raça de pequeno porte, pouco produtora de leite, mas boa produtora de carne e excelente produtora de pele. Tem pelos curtos, lisos e brilhantes. Com altura para macho e para fêmea variando entre 50 e 70 centímetros e com peso médio ao nascer variando de 2,00 a 2,30 quilos e, para adultos, o peso está em torno de 34 quilos. Cabeça de tamanho médio e perfil reto, chanfro levemente cavado, chifres fortes, retilíneos, dirigidos para cima e para trás, orelhas bem implantadas, pequenas e eretas. Pescoço curto, forte, bem implantado e erguido, com ou sem brincos. Corpo musculoso, profundo e de comprimento médio; membros curtos, fortes e fortes. Abaixo dos joelhos e jarretes são de uma coloração escura, o mesmo ocorrendo com o ventre, mucosa, úbere e unhas, garupa curta, larga e bem inclinada, úbere pequeno, bem inserido, e com tetas bem conformadas.
A produção de leite é em torno de meio litro por cabra por dia (0,5L/cabra/dia), durante um período de lactação médio, de aproximadamente quatro meses. Nos últimos anos esta raça vem desaparecendo gradativamente em decorrência dos cruzamentos não orientados e da falta de um programa de preservação desse germoplasma.

#### Marota
A raça de caprinos Marota é nativa da região Nordeste do Brasil. Originou-se através de um processo de seleção natural dos ecótipos de caprinos introduzidos pelos portugueses, na época da colonização. Trata-se de um tipo étnico, pouco produtor de leite, formado sob condições desfavoráveis, cuja rusticidade e adaptação lhe proporciona a capacidade de sobreviver e produzir em ambiente pouco favorável.
O caprino da raça Marota é de pelagem branca, de pequeno porte, apresenta cabeça ligeiramente grande e vigorosa, chifres desenvolvidos, divergentes desde a base, voltados levemente para trás e para fora, pontas reviradas quase sempre para frente, orelhas pequenas terminando em ponta arredondada, forma alargada com ocorrência de pequenas manchas escuras; pescoço delgado; tronco ligeiramente alongado, linha do dorso lombar reta, garupa inclinada; tórax e abdômen amplos; membros alongados, fortes e aprumados; pele e mucosas claras apresentando pigmentação na cauda e face interna das orelhas; pelos curtos e presença de baraba; úbere de desenvolvimento regular.
Apesar de conhecer a importância e a necessidade da preservação e da seleção das raças nativas de caprinos, a raça Marota, como as demais, acha-se em processo de extinção. Isto se deve, principalmente, ao sistema extensivo de exploração ainda que permite a ocorrência de cruzamentos não controlados das raças nativas, entre si, e destas com as diversas raças exóticas introduzidas mais recentemente, dando origem a animais sem raça definida (SRD), que constituem o principal rebanho de caprinos do país.

#### Canindé
A raça do tipo de Canindé originou-se dos caprinos trazidos pelos portugueses, na época da colonização. Trata-se de um tipo étnico, com produção de leite superior à registrada nos demais caprinos nacionais. São caprinos de grande rusticidade, alta prolificidade e apresentam características fenotípicas bem definidas.
Os caprinos Canindé apresentam cabeça de tamanho médio, chifres dirigidos para trás, orelhas pequenas a médias, linha dorso lombar reta, garupa curta e inclinada, membros delicados, pelos curtos e brilhantes, pelagem preta na barriga, pernas e região ao redor dos olhos avermelhados ou esbranquiçados.
Esses caprinos como os demais tipos étnicos estão sendo utilizados em cruzamentos com reprodutores de raças exóticas, com características fenotípicas semelhantes, visando a obtenção de cabras de maior produção de leite, com uniformidade de pelagem e que apresentem condições de melhor adaptação ao meio.

#### Repartida
A raça de caprino repartida é nativa da região Nordeste. Como as outras raças nativas, originou-se de um processo de seleção natural dos ecótipos de caprinos trazidos pelos portugueses, na época da colonização. É uma raça de pequeno porte, pouco produtora de leite, boa produtora de carne e pele, e de grande rusticidade.
O caprino da raça Repartida apresenta cabeça de tamanho médio a grande, chifres grandes, dirigidos para trás e para os lados, orelhas variando de pequenas a médias, pescoço delgado com boa inserção no tórax, corpo alongado, linha dorso lombar reta, garupa ligeiramente inclinada, membros fortes e bem aprumados, pelos curtos, pelagem preta na parte anterior do corpo e castanha calara ou escura na parte posterior. Altura em torno de 80 centímetros e peso médio de 36 quilos para cabras adultas.
Esta raça encontra-se dispersa nos estados do Nordeste, mas vem desaparecendo gradativamente em decorrência dos cruzamentos indesejáveis e da falta de um programa de preservação desse germoplasma.

#### Gurguéia
A raça do tipo de caprinos Gurguéia é nativa do Nordeste brasileiro, tendo com possível berço de formação a região do Vale do Gurguéia, no estado do Piauí. Provavelmente esse tipo étnico seja descendente dos caprinos do tronco alpino, introduzidos no Brasil na época da colonização.
Apesar de não dispor de descrição oficial sobre os padrões raciais dos caprinos Gurguéia, eles apresentam características fenotípicas bem definidas, que se assemelham às raças Pardas Alpinas. A formação desse tipo se deu através de uma processo de seleção natural ao longo dos anos em condições ambientais adversas, dando origem a animais de grande rusticidade e adaptabilidade, porém de pequeno porte e de baixo potencial leiteiro. Sua pelagem é castanha com lista preta no dorso, ventre e membros.
Atualmente o ecótipo nativo Guerguéia vem sendo utilizado em cruzamentos com reprodutores de raças exóticas com características fenotípicas semelhantes, visando a obtenção de animais de maior produção leiteira, com uniformidade de pelagem e que apresentem condições de melhor adaptação ao meio semi-árido.
As cabras apresentam um bom desempenho reprodutivo cujos índices têm atingido: 98,33% de parição. 170,27% de prolificidade e 71% de partos múltiplos.
Com referência ao potencial leiteiro, registraram uma produção média diária de 0,390 litros por cabra por dia (L/cabra/dia), no período de 72 horas pós-parto até o final da lactação.
Esses animais acham-se em processo de extinção, devido principalmente, a falta de uma programa de preservação e a ocorrência de cruzamentos não controlados com as raças nativas e/ou exóticas existentes na região.

### Raças exóticas de caprinos
Os caprinos de raças exóticas produtoras de leite, criados em pequenas áreas próximas as zonas urbanas, são mais adaptados ao sistema intensivo e não devem ser criados em campos secos e montanhosos onde a quantidade de pastagens é escassa. Por isso, para a introdução dessas raças especializadas é necessário estruturar a propriedade de modo a oferecer à raça, condições de higiene e alimentação que atendam suas exigências.

#### Anglo-Nubiana

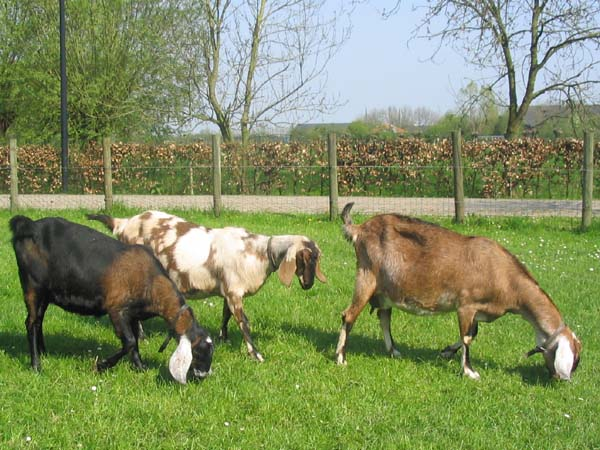
Caprino da raça Anglo-Nubiana

A raça Anglo-Nubiana foi desenvolvida na Inglaterra, cruzando caprinos britânicos com animais de origem africana e indiana. Embora não seja uma grande produtora, tem alto conteúdo de gordura no leite, entre 4 e 5%. É indicada para ambientes tropicais, especialmente para cruzamentos com animais sem raça definida.
O peso varia de 40 a 50 quilos para as fêmeas e 50 a 95 quilos para os machos, com altura em torno de 70 centímetros para as fêmeas e 90 centímetros para os machos. Sua pelagem é negra, branca, castanho escuro ou cinza, com manchas preta ou castanha, formando padrão tartaruga, pelos curtos, macios e brilhantes; cabeça de tamanho médio, delicada e bem feminina, olhos grandes, focinho largo, narinas e lábios fortes, chanfro convexo, orelhas largas, longas, pendentes, com ponta recurvada para frente, chifres nos machos são curtos, achatados e dirigidos para trás e nas fêmeas geralmente ausentes, pescoço longo, delgado, bem inserido à cabeça e às espáduas. Corpo longo e forte, bem conformado, grande perímetro torácico e ventre profundo, garupa larga, inclinada e de comprimento médio, membros fortes, longos, bem aprumados elegantes; úbere globuloso com boa inserção no abdômen e tetas simétricas.

#### Parda Alpina
Esta raça originou-se em vários países, nos quais existem livros genealógicos organizados. Os animais apresentam cabeça fina, de comprimento médio, perfil côncavo e chanfro relativamente grosso, orelhas curtas e eretas, corpo alongado com linha dorso lombar retilíneas, peito largo, garupa larga e pouco inclinada, úbere volumoso com boa inserção no abdômen, tetas bem destacadas do úbere, pelos curtos e finos podendo ser mais longos na região dorsal e nas coxas, pelagem castanha claro ou escuro com lista dorsal de cor negra, peso acima de 40 quilos para as fêmeas e variando de 70 a 100 quilos para os machos.
As cabras alpinas em seus países de origem, ou nas regiões já adaptadas, podem produzir em média 4 litros de leite por dia. No entanto, tem-se registrado produção de até 8 litros diários em algumas cabras nas primeiras semanas após o parto. Estes animais por serem excelentes produtores de leite e rústicos, têm sido difundidos em vários países do mundo, inclusive no Brasil.

#### Toggenburg

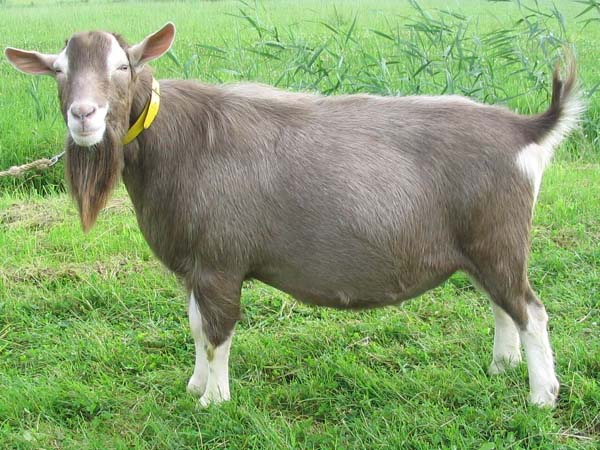
Caprino da raça Toggenburg

A raça Toggenburg originou-se no Vale de Toggenburg, na Suíça. Os animais dessa raça apresentam pelos compridos e pelagem cinzenta com manchas brancas na cabeça e nos membros, cabeça de tamanho médio com chanfro retilíneo podendo ser um pouco côncavo, orelhas curtas e erectas, pescoço longo, peito bastante profundo, corpo comprido e garupa alongada, abdômen profundo e membros fortes, úbere grande com tetas simétricas, com peso em torno de 50 quilos para as cabras e 70 quilos para os reprodutores.
É uma raça produtora de leite e semelhante as outras raças exóticas, a Toggenburg está sendo mantida em rebanhos puros ou utilizada em cruzamento com raças nativas de características fenotípicas semelhantes para obter mestiços rústicos e com boa produção de leite.

#### Saanen

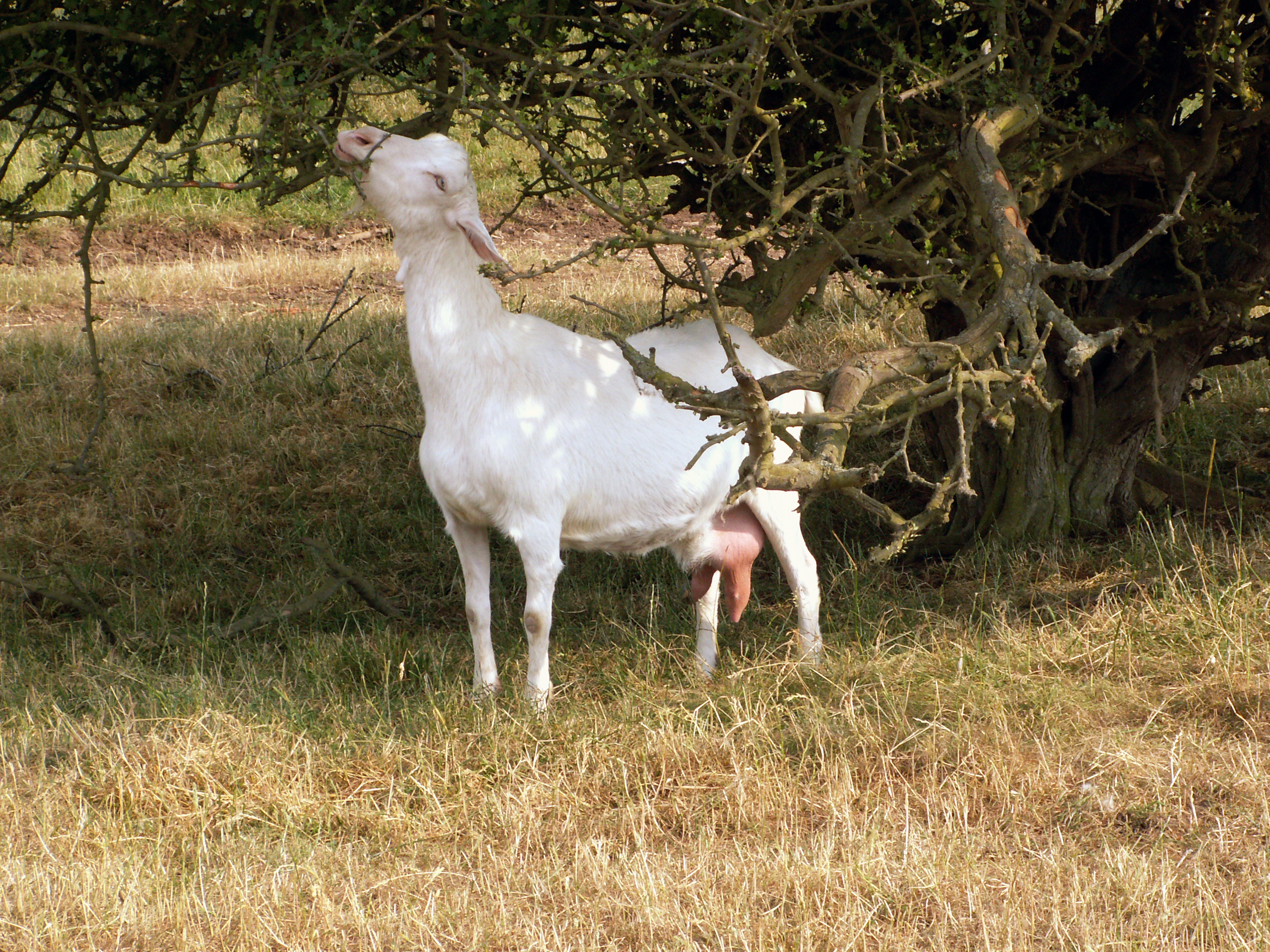
Caprino da raça Saanen

A raça Saanen originou-se no Vale do Saanen, na Suíça, embora exista legitimidade da raça em vários países do mundo.
São animais com peso variando de acordo com o local de origem, pelagem branca, pelos curtos, cabeça com testa larga, podendo ser mochos ou chifrudos, orelhas pequenas e eretas, olhos claros e grandes, peito profundo e largo, linha dorso lombar horizontal, garupa pouco inclinada, membros de comprimento médio, úbere volumosos e tetas de médias a grandes.
Embora não seja muito recomendada para algumas regiões do Nordeste brasileiro, existem produtores formando núcleos de animais puros de origem (PO) e núcleos puros por cruzamentos (PC), ou utilizando os reprodutores com cabras de características fenotípicas semelhantes, visando a obtenção de animais mestiços com uniformidade de pelagem e em condições de sobreviverem nas condições adversas do Nordeste, produzindo leite em quantidade superior a produção dos caprinos nacionais.